# Indosasa lunata
Indosasa lunata är en gräsart som beskrevs av Wan Tao Lin. Indosasa lunata ingår i släktet Indosasa och familjen gräs. Inga underarter finns listade i Catalogue of Life.